# Challenge Sprint Pro
De Challenge Sprint Pro was een wielerwedstrijd in Quebec, Canada. De eerste editie werd verreden op 8 september 2011 en ook de latere edities werden telkens op een donderdag begin september verreden.
De wedstrijd was een experiment en de opzet leek enigszins op de sport shorttrack, op de olympische onderdelen skicross en snowboardcross, en op het schaatsevenement Crashed Ice. In deze vorm van wielrennen staan steeds drie of vier renners aan de start. Over een parcours van één kilometer moeten de renners onderling in een sprint uitmaken welke twee renners er naar de volgende ronde gaan. Na drie rondes zijn er nog vier renners over die vervolgens de finale rijden. Het parcours is uitgezet op de Grande Allée in Quebec en bestaat uit een licht dalende strook van zo'n 500 meter waarna een bocht van 180 graden volgt en de laatste 500 meter licht stijgend verlopen.
Elke ploeg die meedeed aan de UCI World Tour-wedstrijden in Quebec en Montreal liet een renner deelnemen, ook deed er een aantal extra Canadese rijders mee. De Deense voormalige baanrenner en winnaar van olympisch zilver op de teamachtervolging Michael Mørkøv van Saxo Bank-Sungard won de finale van de eerste editie. In 2012 won Zachary Bell, in 2013 Bryan Coquard, en in 2014 Cody Canning.
De wedstrijd maakte zelf geen deel uit van de UCI World Tour of een andere wielerkalender en heeft vooralsnog geen navolging gekregen in de vorm van wedstrijden met gelijke opzet. In 2015 en 2016 werd de Challenge Sprint Pro niet langer georganiseerd.

## Overzicht winnaars

### Overwinningen per land
| Overwinningen | Land                  |
| ------------- | --------------------- |
| 2             | Canada                |
| 1             | Denemarken, Frankrijk |